# ワイルドベリーズ
ワイルドベリーズ（英語：Wildberries ロシア語：Вайлдберриз）は、ロシアのオンラインマーケットプレイス。（ロシア語：общество с ограниченной ответственностью 英語：Wildberry Limited Liability Company）によって運営される。
2004年、韓国系ロシア人であるタチアナ・バカルチュクによって設立されたCIS圏最大のオンラインショッピングモールである。ロシアの他に、アルメニア、ベラルーシ、フランス、ドイツ、イスラエル、イタリア、ウクライナ、ウズベキスタン、カザフスタン、キルギスタン、モルドバ、ポーランド、スロバキア、スペイン、トルコ、アメリカでサービスの提供を行っており、ワイルドベリーズは48,000名以上の従業員を抱え、サイトでは衣料品、靴、化粧品、家庭用品、ベビー用品、電子機器、本、宝石、食品など550万点の商品、40,000社以上ブランドを取り扱う。同社はオンラインで1日平均750,000件の注文処理を行っている。

## 歴史
ワイルドベリーズは2004年にタチアナ・ウラジーミロヴナ・バカルチュク（Татья́на Влади́мировна Бакальчу́к）によって設立された。2004年、バカルチュクは28歳でモスクワのアパートで育児休業中に事業を開始しており、彼女は自分を含め若い母親達が、新生児と共に洋服を購入しに外出することがいかに難しいかを理解しており、彼女の夫でありIT技術者であったヴラディスラフと共にECサイトの構築に乗り出している。
2017年には先行していた最大手ECサイトである「Ulmart」を追い抜き、ワイルドベリーズはロシアで最大のオンライン小売業者となっている。元々モスクワ州のレニンスキ地区ミルコボに拠点を置いていたが、2018年、首都に近いモスクワ地下鉄のザモスクヴォレーツカヤ線、アフトザヴォーツカヤ駅近くのクリコフスキー・ビジネスセンターに移転している。9月にはポドリスクに約30億ルーブル（約26億円）を掛けた敷地面積145,000平方メートルのロシア最大級となる物流センターの建設を行っている。
2018年には19億ドル（約2,225億円）の売り上げを記録しており、1日あたり200万人のユニークビジターを獲得。フォーブスの調査では、バカルチュクは2019年に約12億ドル（約1,388億円）の資産を所有していると分析されている。
2019年の収益は30億ドル（約3,323億円）を記録し、純利益は18億8,000万ルーブルから70億ルーブル（約70億円）に急増しており、これは、急成長しているロシアにおける300億ドル規模のeコマース市場におけるワイルドベリーズの主導的な役割を裏付けている。ロシアでは2020年のEC市場は約2倍に拡大しており、2020年のロシアのEC市場は前年比58.5％増の3兆2,210億ルーブル（約4兆5,094億円）の市場規模あるとロシア・インターネット取引業協会（AKIT）から報告が行われている。このほか、カザフスタンの首都であるヌルスルタンとアルマトイに大規模流通拠点の建設を発表、貿易統合省大臣であるバヒト・スルタノフとの間で覚書が取り交わされている。3月1日から2017年にロシアから撤退したオランダの大手ファッションブランである「Mexx」とのロシア国内での独占販売契約を締結。2019年末にはEU圏でのサービスを開始し、ポーランド、スロバキア、ウクライナ、イスラエルでサイトの運営を開始した。
2020年1月にはポーランドで約100品目の流通ユニットを開設する予定であり、ワルシャワで最初の販売ユニットが開始された。
フォーブスは、バカルチュクを「2019年の最も注目すべき10名の新ビリオネア」リストに加えている。
新型コロナウイルスが世界的に流行した2020年の後半には、同社の販売量は2倍へと膨れ上がっており、売上高は60億ドル（約7,000億円）に達したとの報告が行われており、この内約3億500万ドルが海外市場によるものである。
2021年1月にドイツでのサイト運営を開始。2月、バカルチュクはロシアの銀行「Standard Credit」社を購入。銀行の資本金は3億200万ルーブルであり、購入価格は不明である。これは自社サイトでの決済など消費者向けサービスに使用される目的での購入であった。 2021年8月、銀行は「ワイルドベリーズ銀行」にブランド名が変更され、2022年1月、デジタルウォレットを備えたプリペイドカードとなる「WBカード」の発行を開始した。4月、アメリカでオンラインストアの立ち上げを行う。6月以降、ワイルドベリーズはロシアで分割払い及びクレジットによるオンライン販売を開始した。
2021年7月23日、ウクライナのウォロディミル・ゼレンスキー大統領はワイルドベリーズに対して3年間の制裁を課す法案に署名した。このほか、所有者であるバカルチュク夫妻や関係者2名に対し個人的な制裁が課されている。ウクライナの文化情報政策大臣が制裁理由の説明を行っており、これはロシア軍の軍服やロシア側の反ウクライナ思想が記述された書籍の販売が行われたことなどが挙げられている。この制裁に対しワイルドベリーズ側が声明を発表しており、同社はウクライナ国内の売り上げは全体の0.1%に満たないうえ、ウクライナ国内に資産が無いため、この制裁はワイルドベリーズに影響を及ぼすことは無く、そのプラットフォームを利用しているウクライナ人起業家だけに害を及ぼす影響があると述べており、同社は他の外国人サプライヤーがウクライナ国内で制裁対象となった商品の販売を行っているとし、これはウクライナ政府のダブルスタンダードであるとしてウクライナ政府を批判している。
11月にはスタヴロポリに従業員5,000人規模、ハブの面積は10万平方メートルとなる大型物流施設の建設を発表した。
2022年2月、同社は荷物の速達を達成する取り組みとして、納入業者に対し速く納入するほどサイト利用料を引き下げる50億ルーブルの新支援制度の発表を行う。2021年の同社の売上高は93％増加し、付加価値税（VAT）を含め8,440億ルーブル（約1兆3,472億円）であった。
2024年1月、同社の取扱商品の約9％を扱うサンクト・ペテルブルクの倉庫で火災が発生し、7万平方メートルが延焼した。